# Solaris (groupe)
Pour les articles homonymes, voir Solaris.
Solaris est un groupe de rock progressif hongrois, originaire de Budapest. Bien que considéré comme un « groupe culte », grâce à un premier album renommé mais très rare, il reste longtemps mystérieux avant sa participation au festival Progfest de novembre 1995, en Californie,.

## Biographie
L'histoire de la formation commence en 1980 lorsque trois étudiants de Budapest, Attila Kollár, István Cziglán et Róbert Erdész, décident de monter un groupe s'inspirant de rock progressif, pourtant soumis à la censure étatique, et de littérature fantastique. Son nom provient du roman de science-fiction de l'auteur polonais Stanislas Lem, Solaris. La formation se stabilise avec l'arrivée de Tamás Pócs à la basse et László Gömör à la batterie, et commence à se produire sur scène, notamment à l'université Semmelweis. Le groupe fait forte impression lors d'un concert au Budai Parkszínpad et se voit offrir la possibilité d'enregistrer un premier single, intitulé « Solaris », puis un second en 1981, comportant les morceaux « Eden » et « Ellenpont ». Il produit également des enregistrements pour la radio nationale.
Bien qu'il ne soit pas soutenu par l'unique label étatique, Start — les responsables préfèrent se consacrer à un style jugé plus porteur, le disco — Solaris enregistre en 1983 son premier album Marsbeli Kronikak, inspiré des Chroniques martiennes de Ray Bradbury. Les compositions de l'album sont essentiellement instrumentales ; certains rythmes évoquent des danses slaves et le tout semble assez optimiste. Il s'en écoule 38 000 exemplaires, mais malgré ce succès, le label refuse d'aider le groupe à réaliser un nouveau disque. Solaris suspend ses activités mais ses membres se rassemblent au sein d'une formation plus orientée « pop », Napoleon Boulevard, qui vend plus d'un million de disques en trois ans. Une telle audience décide le label à recontacter les membres du groupe, qui peuvent enregistrer Solaris 1990, incorporant des enregistrements auparavant refusés. L'album s'apparente à un mélange de compositions solistes, et non à une véritable œuvre collective. Napoleon Boulevard se sépare et les membres de Solaris se dispersent.
Le groupe se reforme sporadiquement à l'occasion de quelques concerts mais c'est surtout en 1995 qu'il redécolle avec l'invitation de Greg Walker au Progfest, se tenant à Los Angeles, en tant que tête d'affiche. Solaris reprend, dans un ordre différent, tous les morceaux de Marsbéli Krónikák et de nombreux titres de 1990 et en tire un double-album live, Live in Los Angeles. Cette performance lui vaut de sortir d'un relatif anonymat, en cela que le groupe était assez peu connu en Occident, même après la chute de l'URSS. Il était pourtant précédé d'une solide réputation, entretenue par quelques mélomanes, notamment au Japon en 1989 avec la sortie d'une édition CD limitée de Marsbéli Krónikák.
En 1996, le groupe dispose de sa propre maison de production. Il publie Nostradamus : Próféciák könyve en 1999, à la tonalité plus pessimiste et angoissante, en abandonnant les passages oniriques de Marsbéli Krónikák au profit de chœurs évoquant Magma et de rythmes lourds et pesants. István Cziglán décède en 1998 des suites d'une longue maladie. Le groupe sort par la suite des bootlegs officiels, Back to the Roots... et NOAB.

## Membres

### Membres actuels
- Attila Kollár - flûte
- Róbert Erdész - claviers
- László Gömör - batterie
- Csaba Bogdán - guitare
- Gábor Kisszabó - basse

### Anciens membres
- István Cziglán - guitares électrique et acoustique, synthétiseur, percussions
- Tamás Pócs - basse
- Seres Attila - basse
- Ferenc Raus - batterie
- Tóth Vilmos - batterie

## Discographie
- 1984 : Marsbéli Krónikák (Martian Chronicles)
- 1990 : Solaris 1990
- 1996 : Live In Los Angeles
- 1999 : Nostradamus : Próféciák könyve (Nostradamus Book of Prophecies)
- 2000 : Solaris archív 1. - Back to the roots...
- 2005 : Solaris archív 2. - NOAB
- 2014 : Marsbéli Krónikák II (Martian Chronicles II)
- 2019 : Nostradamus 2.0 Returnity
- Martian Chronicles III (2024)